# Douglas Ross (Eishockeyspieler)
Douglas George „Doug“ Ross (* 9. Oktober 1951 in Detroit, Michigan; † 16. August 2022 in Huntsville, Alabama) war ein US-amerikanischer Eishockeyspieler und -trainer. Sein Sohn Jared Ross war ebenfalls Eishockeyspieler.

## Karriere
Douglas Ross studierte an der Lake Superior State University. Dort war er für das Universitätsteam Lake Superior State Lakers aktiv. Danach spielte er für die Bowling Green Falcons, das Team der Bowling Green State University. Mit der US-Nationalmannschaft belegte Ross bei den Olympischen Winterspielen 1976 den fünften Platz.
Als Trainer war Ross in der Saison 1976/77 für das Eishockeyteam der Ohio University tätig. Es folgte von 1979 bis 1981 ein Engagement bei den Kent State Golden Flashes. Von 1982 bis 2007 trainierte er das Eishockeyteam der University of Alabama in Huntsville.